# イメージ・ファクトリー
イメージ・ファクトリー（英: Imagefactory inc.）は、東京都文京区に本社を置く、テレビ等の映像制作・技術プロダクションである。
日本と韓国を結ぶ中継技術・放送番組企画制作・DVDコンテンツ編集制作、タイトルCG制作、映像制作、各種メディアのデジタイズ、翻訳、通訳など映像に関する様々な業務を行う。
イベント収録業務にはラブライブシリーズAqours、Liellaの演出カメラ、Kiramune Presents READING LIVE収録パッケージ制作など様々な業務をおこなっている。

## 主な業務内容
- 放送・ビデオパッケージ・イベント　制作技術全般
中継技術、ENGロケ技術、各技術要員派遣
- 放送、ビデオパッケージ、イベント　制作全般
番組制作、パッケージ制作、DVD制作、各制作要員派遣、映像制作
- 放送機器販売、設備技術協力
中継車、スタジオ、他設備コーディネート
- テクニカルコーディネート
中継、美術、スクリーン技術、イベントなど

## イベント中継実績
- 2011.12.17 ： マイプリセンスXmasコンサート（代々木第一）
- 2011.12.20 ： キム・ソナファンミーティング（赤坂ブリッツ）
- 2011.12.20 ： K-POP BIG Four Seasons東京チャリティーファスティバル（国際フォーラムA）
- 2011.12.22 ： ユ・アインファンミーティング（中野サンプラザ）
- 2012. 2.11 ： 君はペット、チャン・クンソク（大阪京セラドーム）
- 2012. 2.22 ： チソンファンミーティング（ZEPP TOKYO）
- 2012. 3.1 ： RAIN LIVE（武道館）
- 2012. 3.29～ ： パク・シフイベントツアー（大阪、名古屋、東京ドームJCB）
- 2012. 4.8 ： チュ・サンウクファンミーティング（品川ステラボール）
- 2012. 5.4 ： ユン・シユンファンミーティング（日比谷公会堂）
- 2012. 6.10 ： チュ・サンウクファンミーティング（名古屋名鉄ホール）
- 2012. 6.27 ： キム・ジョンフンファンミーティング
- 2012. 7.26～ ： MBLAQツアー（大阪、東京）
- 2012. 7.29 ： K-DREAM LIVE（東京ドーム）
- 2012. 9. 2 ： 王女の男イベント（国際フォーラムA）
- 2012. 9.17 ： KMF2012（渋谷公会堂）
- 2013. 1.5～ ： キム・ナムギル日本ツアー（東京、大阪、名古屋）
- 2013. 2.8 ： ソン・シギョンLIVE（オーチャードホール）
- 2013. 3.25 ：U-KISS 1st JAPAN LIVE TOUR 2012 密着 （Zepp Tokyo）
- 2013. 4.21 ： キムジノLIVE（オーチャードホール）
- 2013. 5.17～ ： TEENTOP日本ツアー（神戸、東京）
- 2013. 6.2 ： SBS MTV K-POP FES2013inKUMAMOTO（熊本野外）
- 2013. 6.15 ： JOOWONミニライブ（国際フォーラムC）
- 2013. 6.30 ： We are friends concert 2013（パシフィコ横浜）
- 2013. 7.15 ： TEENTOP SUMMER SPECIAL CONCERT（パシフィコ横浜）
- 2013. 9.3 ：カン・ジファン 2013 Fan Meeting in TOKYO （中野サンプラザ）
- 2013. 10.6 ：24Kのかわいいコンサート（神奈川県民ホール）
- 2013. 10.20 ：ソン・スンホン ファンミーティング AUTUMN STORY 2013 （国際フォーラム）
- 2013. 11.4 ：NU'EST L.O.∧.E's PARTY（品川ステラボール）
- 2013. 11.4 ：クォン・サンウスペシャルナイトwith you （大阪国際会議場メインホール）
- 2013. 11.6 ：クォン・サンウスペシャルナイトwith you （東京国際フォーラムホールA）
- 2013. 11.22 ：block.B Special Comeback Stage in NAGOYA -LOVE CONCERT-（フォレストホール名古屋）
- 2013. 12.5 ：PARK YONG HA Debut 20th Anniversary in japan ★ Love in Drama （中野サンプラザ）
- 2013. 12.6 ：KIM TAE WOO T-LOVE First Live Concert in Japan 2013
- 2013. 12.7 ： YOON SIYOON 3rd Fan Meeting in TOKYO （東京ゆうぽうとホール）
- 2013. 12.7 ：オ・ジホ ドラマチックディスティニー ~ミニコンサート＆トークin大阪~
- 2013. 12.7～8 ：2013 MBLAQ GLOBAL SENSATION TOUR ENCORE IN JAPAN（横須賀芸術劇場）
- 2013. 12.19 ：チュ・サンウク Sweet Christmas With You （zepp tokyo）
- 2013. 12.23 ：チャン・ヒョク 2013 FAN MEETING IN TOKYO （Zepp DiverCity）
- 2013. 12.23 ：NU'EST Debut 2nd Anniversary Live ~ Show Time2
- 2013. 12.27 ：「 100%X'masショー」をイベント（zepp tokyo）
- 2014. 1.24～25 ：ソン・シギョン 2014 Concert in JAPAN ~HARU(いちにち)~ （渋谷公会堂）
- 2014. 1.31 ：Ledapple MUSIC NOTE #1 （SHIBUYA-AX）
- 2014. 2.10 ：トルコでのソン・スンホン旅行DVD映像の撮影参加
- 2014. 4.19 ：大国男児 TOKYO LIVE （品川ステラボール）
- 2014. 6.1 ：『Trignal（トリグナル）』の2nd Live so so funny』（パシフィコ横浜）
- 2014. 6.4 ：防弾少年団 『NO MORE DREAM Japanese Ver』 （お台場）
- 2014. 6.14 ：チャン・グンソク『キレイな男ファンミーティング』 （東京国際フォー ラム）
- 2014. 6.18 ：Kwon Sangwoo 『The Stage 僕の中の少年』（渋谷公会堂）
- 2014. 6.24 ：HAJIWON 『FANMEETING in TOKYO』（メルパルクホール）
- 2014. 7.18 ：2014ソ・ジソッブ 『Let's have fun in japan〜in』 （神戸国際会館 ホール）
- 2014. 7.24 ：2014ソ・ジソッブ 『Let's have fun in japan〜in』（パシフィコ横浜）
- 2014. 8.3 ：大国男児ライブ 『“IT REVIVES in JAPAN”』
- 2014. 8.16～17 ：『2014 BLOCKBUSTER in Japan』 （グランキューブ大阪）
- 2014. 8.23 ：VlXX『VlXX LlVE FANTASlA in Japan』 （東京国際フォーラム）
- 2014. 8.24 ：『Tetsuya Kakihara 2nd Live“ダンディギ・ダン”』（舞浜アンフィシアター）
- 2014. 9.7 ：『Nobuhiko okamoto 2nd Live DREAM WORLD』 （パシフィコ横浜）
- 2014. 9.12 ：2014〜Memories〜 RETURNS in BUDOKAN （日本武道館）
- 2014. 10.10～11 ：「KIM HYUNG JUN 2014 LIVE TOUR―Endless Story―」 （ディファ有明）
- 2014. 10.12 ：Lee Min ho 2014Global Tour『RE：MINHO』（東京国際フォーラムホール）
- 2014. 10.25～26 ：kiramune presents リーディングライブ（舞浜アンフィシアター）
- 2014. 11.1 ：「Kalafina LIVE TOUR 2014」 （東京国際フォーラムホール）
- 2014. 11.13～14 ：防弾少年団「 BTS 2014 LIVE TRILOGY EPISODE II. THE RED BULLET」 （神戸国際会館）
- 2014. 11.15 ：ソンスンホントルコの旅『taste of Turkey』 （東京国際フォーラム）
- 2014. 11.16 ：防弾少年団「 BTS 2014 LIVE TRILOGY EPISODE II. THE RED BULLET」（東京国際フォーラム）
- 2014. 11.21 ：ソンスンホントルコの旅『taste of Turkey』（名古屋 センチュリーホール）
- 2014. 11.25 ：ソンスンホントルコの旅『taste of Turkey』（グランキューブ　大阪）
- 2015. 1.25 ：ソンシギョン　イベント（渋谷公会堂）
- 2015. 1.10 ：防弾少年団 コンサート（幕張メッセ イベントホール）
- 2015. 1.13 ：防弾少年団 コンサート（大阪 フェスティバルホール）
- 2015. 1.17 ：防弾少年団 コンサート（名古屋 Zepp Nagoya）
- 2015. 3.13 ：HALO イベント（大阪IMPホール）
- 2015. 4.11 ：VIXX LIVE FANTASIA in Japan [UTOPIA] （ワールド記念ホール）
- 2015. 5.27 ：Drama Original Sounds Korea 2015 （五反田ゆうぽうとホール）
- 2015. 6.12 ：μ's Fan Meeting Tour 2015 〜あなたの街でラブライブ！　横浜　（パシフィコ横浜）
- 2015. 6.20 ：Kiramune Fan Meeting （日本体育館）
- 2015. 6.22 ：μ's Fan Meeting Tour 2015 〜あなたの街でラブライブ！　千葉（幕張メッセ イベントホール）
- 2015. 6.27 ：μ's Fan Meeting Tour 2015 〜あなたの街でラブライブ！ 長野  （ホクト文化ホール）
- 2015. 7.4 ：μ's Fan Meeting Tour 2015 〜あなたの街でラブライブ！ 大阪 大阪グランキューブ
- 2015. 7.11 ：μ's Fan Meeting Tour 2015 〜あなたの街でラブライブ！ 広島広島文化学園　HBGホール
- 2015. 7.19 ：Kiramune Fan Meeting 仙台 ゼビオアリーナ仙台
- 2015. 7.19 ：μ'sFanMeetingTour2015_愛知
- 2015. 8.1 ：μ'sFanMeetingTour2015_北海道
- 2015. 8.9 ：μ'sFanMeetingTour2015_仙台
- 2015. 8.23 ：ワールドハッピネスイベント
- 2015. 8.27  ： ソ・ジソップLet's go together in kobe（国際会議）
- 2015. 8.30  ： ソ・ジソップLet's go together in tokyo(中野サンプラザ)
- 2015. 9.4  ：ss501ホヨンセン FAN MEETING
- 2015. 9.5～6 ：神谷浩史 1st Live ハレヨン
- 2015. 9.5 ：2015 vixx コンサート in 大阪
- 2015. 9.11 ：2015 vixx コンサート in 東京　（国際フォーラム）
- 2015. 9.13 ：『SHOW CHAMPION』 Special KMF2015　（横浜アリーナ）
- 2015. 9.29 ：KARAコンサート（パシフィコ横浜）
- 2015/10/24-25    Kiramune Presents リーディングライブ 「OTOGI狂詩曲」（舞浜アンフィシアター）
- 2015/10/26    横浜市体育大会　(日産スタジアム)
- 2015/11/03   2015 カン・ジファン ファンミーティング ～One Fine Day～（川崎市教育文化会館）
- 2015/12/18    MFA 2015　代々木第一体育館
- 2015/12/22   U-KISS FANCLUB EVENT 2015 IN CHRISTMAS（豊洲PIT）
- 2015/12/24   超特急 CHRISTMAS ONEMAN LIVE Fantasy Love Train～君の元までつながるRail～ 代々木第一体育館
- 2015/12/27   countdown Japan2015イベント (幕張メッセ　イベントホール)
- 2016/01/01   DISH//日本武道館２days単独公演！！　(日本武道館)
- 2016/01/02   BELLRING BELLRING少女ハート三部作ワンマンQ・B・K 第一弾『Q』（東京・Zepp Tokyo）
- 2016/01/16   2016 イ・ジュン 1st ファンミーティング（日比谷公会堂）
- 2016/01/30   Kiramune Presents Nobuhiko Okamoto 3rd Live Tour “Questory”（パシフィコ横浜 国立大ホール）
- 2016/01/30   LoveLive! μ’s Fan Meeting in 上海 ～Talk&Live～（上海 メルセデス・ベンツ・アリーナ）
- 2016/02/06   Nendoroid 10th Anniversary Live（幕張イベントホール）
- 2016/02/13   U-KISS Sweet Valentine 2016（パシフィコ横浜 国立大ホール）
- 2016/02/19   プロバスケットリーグ　(船橋アリーナ)
- 2016/02/24   SEASIDE　WINTER　FESTIVAL　(中野サンプラザ)
- 2016/02/25   銀魂晴祭イベント　(両国国技館)
- 2016/02/27   東京マラソン　イベント
- 2016/02/28   2016 HAJIWON 3rd FANMEETING in TOKYO You are the universe（東京・新宿文化センター）
- 2016/03/04   銀魂晴祭2016　イベント　(両国国技館)
- 2016/03/04   DISH// 2016 Spring Hall Tour『D//RedBlue』　仙台
- 2016/03/08   アニぱら音楽館　イベント　(高田馬場ＥＳＰ学園)
- 2016/03/19   チャリティーコンサート　(サントリーホール)
- 2016/03/19   ラブライブ！μ’s Fan Meeting in 台湾 ～Talk&Live～（台北 南港展覧館）
- 2016/03/21   DISH// 2016 Spring Hall Tour『D//RedBlue』　新潟
- 2016/03/21   なかのぶJAZZフェスティバル　(荏原文化センター)
- 2016/03/22   チャリティーオークションディナー (グランドプリンス新高輪)
- 2016/03/24-25     2016 VIXX JAPAN LIVE TOUR "Depend on" (大阪・オリックス劇場)
- 2016/03/25   鈴木このみLIVE (ディファ有明)
- 2016/03/26   少年少女オーケストラ記念コンサート (千葉文化会館)
- 2016/03/26   2016 YOONSIYOON 4th FANMEETING in TOKYO（東京・日比谷公会堂）
- 2016/03/26-28     DISH// 2016 Spring Hall Tour『D//RedBlue』 大阪～福岡